# Lingtren
 Il Lingtren è una montagna dell'Himalaya alta 6749 m e situata a 8 km in linea d'aria dall'Everest, sul confine tra il Nepal e la Regione Autonoma del Tibet, governata dalla Cina. Il Lingtren è stato salito per la prima volta nell'agosto del 1935 da una spedizione britannica guidata da Eric Shipton.

## Geografia
La cresta ovest che scende dalla cima dell'Everest trova il suo punto più basso nella sella chiamata Lho La (6026 m), per risalire in seguito alla cima del Khumbutse (6665 m). Da qui scende fino ai 6204 m di un altro colle, privo di nome, e riprende a salire fino a formare la vetta del Lingtren; da qui si abbassa ai 6126 m di un'altra forcella, il Nup La, e continua a risalire fino alla cima del Pumori (7165 m). A sud di tale cresta si trova la valle nepalese del Western Cwm, all'interno della quale scende in direzione nord-est il ghiacciaio Khumbu, che termina nell'enorme seraccata della cascata Khumbu; al termine di quest'ultima la valle svolta decisamente e riprende a scendere verso sud-ovest. All'apice di questo angolo si trova il Lingtren.
A nord della cresta ovest, in territorio tibetano, il braccio occidentale del ghiacciaio Rongbuk scende verso est per raggiungere il corpo principale della massa glaciale. Nei pressi del Lingtren il ghiacciaio Khumbu si trova ad un'altitudine di 5400 m, mentre dall'altra parte il Rongbuk si trova a 6000 m.
Geologicamente, la parete sud della montagna è composta da uno spesso strato di granito sovrapposto ad una massa di gneiss scuro nella quale sono presenti consistenti intrusioni granitiche.

## Scoperta
Il Lingtren può essere facilmente avvistato dai villaggi abitati della valle del Khumbu, in Nepal, ma fu scoperto da esploratori occidentali solo nel 1921, nel corso della prima spedizione britannica all'Everest. Mentre effettuavano la ricognizione della zona a nord della montagna per cercare una via di salita, George Mallory e Guy Bullock tentarono di raggiungere lo spartiacque formato dalla cresta ovest, che avevano ritenuto impercorribile fino alla vetta dell'Everest, per vedere cosa ci fosse sul lato sud della montagna. In questa occasione scoprirono il Lingtren, che però non salirono, aggirandolo più a ovest per approdare al Nup La; da qui il profondo burrone che separava il passo dal Western Cwm e gli enormi seracchi della cascata Khumbu li fecero desistere dall'intraprendere questa via.

## Prima salita
Nel corso della spedizione britannica all'Everest del 1935 la regione fu nuovamente esplorata; Eric Shipton e il neozelandese Dan Bryant scalarono numerose cime, tra le quali tre nel gruppo del Lingtren; la vetta principale fu una di queste. Mentre discendevano un'affilata cresta ghiacciata una cornice cedette sotto di loro, e Bryant cadde; fortunatamente Shipton riuscì a trattenere la corda alla quale era attaccato il compagno. Con l'aiuto della piccozza Bryant riuscì a risalire e a riguadagnare la cresta.